# تيم غوين
تيم غوين (مواليد 18 نوفمبر 1962) هو ممثل أمريكي، عُرف لدوره في مسلسل ستارغيت إس جي 1 والمعاقب.

## روابط خارجية
- تيم غوين على موقع IMDb (الإنجليزية)
- تيم غوين على موقع ألو سيني (الفرنسية)
- تيم غوين على موقع أول موفي (الإنجليزية)
- تيم غوين على موقع قاعدة بيانات الأفلام السويدية (السويدية)
- تيم غوين على موقع إن إن دي بي (الإنجليزية)
- تيم غوين على موقع قاعدة بيانات الفيلم (الإنجليزية)
- تيم غوين على موقع كينوبويسك (الروسية)